# Curling-Weltmeisterschaft der Damen 1986
Die Curling-Weltmeisterschaft der Damen 1986 (offiziell: World Women’s Curling Championship 1986) war die 8. Austragung der Welttitelkämpfe im Curling der Damen. Das Turnier machte vom 23. bis 29. März des Jahres in der kanadischen Stadt Kelowna, Provinz British Columbia in der Kelowna Arena Station.
Bei der Heim-WM gelang Kanada gegen die Bundesrepublik Deutschland der Titel-Hattrick. Im Spiel um die Bronzemedaille setzte sich Schweden gegen die Schottinnen durch.
Gespielt wurde ein Rundenturnier (Round Robin), was bedeutet, dass Jeder gegen jeden antritt.

## Teilnehmende Nationen
| BR Deutschland | Dänemark | Frankreich | Kanada | Niederlande |
| --- | --- | --- | --- | --- |
| SC Riessersee, Garmisch-Partenkirchen Skip: Andrea Schöpp Third: Monika Wagner Second: Stephanie Mayr Lead: Elinore Schöpp | Hvidovre CC, Hvidovre Skip: Helena Blach Third: Jette Olsen Second: Malene Krause Lead: Lone Kristoffersen                    | Mont d’Arbois CC, Megève Fourth: Huguette Julien Skip: Paulette Sulpice Second: Isabelle Quere Lead: Jocelyn Lhenry      | St. Catharines CC, St. Catharines Skip: Marilyn Bodogh-Darte Third: Kathy McEdwards Second: Christine Bodogh-Jurgenson Lead: Jan Augustyn | Den Haag CC, Den Haag Skip: Laura van Imhoff Third: Elisabeth Veening Second: Jenny Bovenschen Lead: Marjorie Querido |
| Norwegen | Schottland | Schweden | Schweiz | Vereinigte Staaten |
| Snarøen CC, Oslo Skip: Anne Jøtun Bakke Third: Hilde Jøtun Second: Trine Trulsen Lead: Billie Skjerpen                     | Hamilton & Thornyhill CC, Hamilton Skip: Isobel Torrance, Jr. Third: Margaret Craig Second: Jackie Steele Lead: Sheila Harvey | Norrköpings CK, Norrköping Fourth: Maud Nordlander Skip: Inga Arfwidsson Second: Ulrika Åkerberg Lead: Barbro Arfwidsson | Bern Egghölzi Damen CC, Bern Skip: Erika Müller Third: Irene Bürgi Second: Barbara Meier Lead: Cristina Lestander                         | St. Paul CC, St. Paul Skip: Geraldine Tilden Third: Linda Barneson Second: Barb Polski Lead: Barb Gutzmer             |

## Tabelle der Round Robin
| Schlüssel | Schlüssel                      |
| --------- | ------------------------------ |
|           | Qualifiziert für die Play-offs |
|           | Tie-Breaker                    |

| Platz | Team               | Spiele | Siege | Ndlg. |
| ----- | ------------------ | ------ | ----- | ----- |
| 1.    | Kanada             | 9      | 8     | 1     |
| 2.    | Schottland         | 9      | 7     | 2     |
| 3.    | BR Deutschland     | 9      | 7     | 2     |
| 4.    | Schweden           | 9      | 6     | 3     |
| 5.    | Norwegen           | 9      | 6     | 3     |
| 6.    | Schweiz            | 9      | 4     | 5     |
| 7.    | Vereinigte Staaten | 9      | 3     | 6     |
| 8.    | Dänemark           | 9      | 2     | 7     |
| 9.    | Frankreich         | 9      | 2     | 7     |
| 10.   | Niederlande        | 9      | 0     | 9     |

## Ergebnisse der Round Robin

### Runde 1
| Begegnung                           | Resultat |
| ----------------------------------- | -------- |
| Kanada – Niederlande                | 11:4     |
| Norwegen – Frankreich               | 8:7      |
| Vereinigte Staaten – BR Deutschland | 6:7      |
| Dänemark – Schweiz                  | 7:9      |
| Schweden – Schottland               | 9:5      |

### Runde 2
| Begegnung                        | Resultat |
| -------------------------------- | -------- |
| Schottland – Norwegen            | 12:9     |
| BR Deutschland – Schweden        | 8:7      |
| Schweiz – Kanada                 | 3:9      |
| Niederlande – Vereinigte Staaten | 3:12     |
| Dänemark – Frankreich            | 6:8      |

### Runde 3
| Begegnung                     | Resultat |
| ----------------------------- | -------- |
| Schweden – Dänemark           | 6:1      |
| Schweiz – Niederlande         | 9:6      |
| Frankreich – Schottland       | 8:9      |
| Kanada – BR Deutschland       | 10:7     |
| Norwegen – Vereinigte Staaten | 7:10     |

### Runde 4
| Begegnung                   | Resultat |
| --------------------------- | -------- |
| Niederlande – Frankreich    | 4:6      |
| Vereinigte Staaten – Kanada | 6:12     |
| Schweden – Norwegen         | 2:11     |
| Schottland – Dänemark       | 9:7      |
| BR Deutschland – Schweiz    | 7:4      |

### Runde 5
| Begegnung                       | Resultat |
| ------------------------------- | -------- |
| Schottland – Vereinigte Staaten | 10:8     |
| Frankreich – BR Deutschland     | 7:8      |
| Dänemark – Niederlande          | 13:4     |
| Norwegen – Schweiz              | 8:7      |
| Kanada – Schweden               | 12:5     |

### Runde 6
| Begegnung                       | Resultat |
| ------------------------------- | -------- |
| Schweiz – Schweden              | 5:9      |
| Dänemark – Kanada               | 2:9      |
| BR Deutschland – Norwegen       | 6:4      |
| Vereinigte Staaten – Frankreich | 12:3     |
| Niederlande – Schottland        | 4:10     |

### Runde 7
| Begegnung                     | Resultat |
| ----------------------------- | -------- |
| Norwegen – Kanada             | 9:4      |
| Schweden – Niederlande        | 12:6     |
| Frankreich – Schweiz          | 5:10     |
| Schottland – BR Deutschland   | 9:3      |
| Vereinigte Staaten – Dänemark | 5:6      |

### Runde 8
| Begegnung                     | Resultat |
| ----------------------------- | -------- |
| BR Deutschland – Dänemark     | 7:6      |
| Schweiz – Schottland          | 3:9      |
| Schweden – Vereinigte Staaten | 10:5     |
| Niederlande – Norwegen        | 4:13     |
| Kanada – Frankreich           | 11:10    |

### Runde 9
| Begegnung                    | Resultat |
| ---------------------------- | -------- |
| Schweiz – Vereinigte Staaten | 8:6      |
| Dänemark – Norwegen          | 5:10     |
| Schottland – Kanada          | 3:7      |
| Frankreich – Schweden        | 8:10     |
| Niederlande – BR Deutschland | 3:9      |

## Tie-Breaker
| Begegnung             | Resultat |
| --------------------- | -------- |
| Dänemark – Frankreich | 10:8     |
| Schweden – Norwegen   | 9:7      |

## Play-off

### Turnierbaum
|  | Halbfinale | Halbfinale     | Halbfinale |   |        | Finale                      | Finale                      | Finale                      |
|  |            |                |            |   |        |                             |                             |                             |
|  |            |                |            |   |        |                             |                             |                             |
|  | 1          | Kanada         | 8          |   |        |                             |                             |                             |
|  | 4          | Schweden       | 7          |   |        |                             |                             |                             |
|  |            |                |            | 1 | Kanada | 12                          |                             |                             |
|  |            |                |            |   | 3      | BR Deutschland              | 5                           |                             |
|  | 2          | Schottland     | 3          |   |        |                             |                             |                             |
|  | 3          | BR Deutschland | 7          |   |        | Spiel um die Bronzemedaille | Spiel um die Bronzemedaille | Spiel um die Bronzemedaille |
|  |            |                |            |   |        | 4                           | Schweden                    | 10                          |
|  | 2          | Schottland     | 9          |   |        |                             |                             |                             |
|  |            |                |            |   |        |                             |                             |                             |

### Halbfinale
| Begegnung                   | Resultat |
| --------------------------- | -------- |
| Kanada – Schweden           | 8:7      |
| Schottland – BR Deutschland | 3:7      |

### Spiel um die Bronzemedaille
| Begegnung             | Resultat |
| --------------------- | -------- |
| Schweden – Schottland | 10:9     |

### Finale
| Begegnung               | Resultat |
| ----------------------- | -------- |
| Kanada – BR Deutschland | 12:5     |

## Endstand
| Platz | Land               |
| ----- | ------------------ |
| 1     | Kanada             |
| 2     | BR Deutschland     |
| 3     | Schweden           |
| 4     | Schottland         |
| 5     | Norwegen           |
| 6     | Schweiz            |
| 7     | Vereinigte Staaten |
| 8     | Dänemark           |
| 9     | Frankreich         |
| 10    | Niederlande        |